# Balneário Camboriú
Balneário Camboriú là một đô thị thuộc bang Santa Catarina, Brasil. Đô thị này có diện tích 46 km², dân số năm 2007 là 94579 người, mật độ 2050,9 người/km².